# Gustav F. Hüttig
Gustav Franz Hüttig (Praga, 13 de mayo de 1890 - Graz, 1 de diciembre de 1957) fue un químico y profesor bohemio.

## Biografía
Hüttig estudió química en la Universidad de Leipzig bajo la tutela de Arthur Hantzsch. Entre los años 1914 y 1922 fue profesor asistente en la Academia Minera de Clausthal. Después de ese período, Hüttig trabajó en lugares como Jena, Leipzig y Bonn. En 1926 se convirtió en profesor de química inorgánica y química analítica en la Universidad Técnica Alemana de Praga. En 1946 fue expulsado de Praga, por ser de etnia alemana.
Tras la Segunda Guerra Mundial, en 1946 Hüttig se hizo cargo del Instituto de Química Inorgánica y Química Física de la Universidad Técnica de Graz (la actual Universidad Tecnológica de Graz), de la cual fue rector en 1953-1954.

## Algunas publicaciones
Las publicaciones más destacadas de Hüttig son las siguientes:
- "Das Ideal der Kunst" (Berlín. Wigand, 1913).
- "Über Gitterbestandteile, die im Kristallgitter vagabundieren" (Berlín. Gebr. Borntraeger, 1924).
- "Sammlung elektrochemischer Rechenaufgaben mit e. kurzen Übersicht über die wichtigsten Lehrsätze u. Konstanten" (Berlín. de Gruyter & Co., 1924).
- "Ueber die Zustände, welche während des Ueberganges von festen Stoffen in andere feste Stoffe durchschritten werden, und über die Wechselwirkung dieser Zustände mit dem gasförmigen Medium, in welchem sich die Veränderungen der festen Stoffe vollziehen" (Gotemburgo. Elander, 1937).
- "Das Erinnerungsvermögen der festen Materie und seine Einordnung in die Lehre von den aktiven Zuständen" (Praga. Deutsche Akademie d. Wissenschaften, 1944).
- "Anorganische Chemie" (Heidelberg. Winter, 1948).
- "Die Beeinflussung der elektrischen Leitfähigkeit sehr dünner Metalldrähte durch das umgebende Medium" (Berlín. Verl. Technik, 1951).

## Reconocimientos
Hüttig recibió en 1936 la medalla Liebig, concedida por la Sociedad Alemana de Química. En 1954 le fue otorgada la medalla Wilhelm-Exner, premio concedido por la Fundación Wilhelm-Exner de la Asociación de Comercio de Austria.